# Zorica Pavićević
Zorica (Dragović) Pavićević, född den 9 maj 1956 i Danilovgrad, Jugoslavien, är en jugoslavisk handbollsspelare.
Hon tog OS-guld i damernas turnering i samband med de olympiska handbollstävlingarna 1984 i Los Angeles.